# Tamarix aphylla
Tamarix aphylla is een soort uit de tamariskfamilie (Tamaricaceae). De plant wordt ook wel Athel of Ethel genoemd. De soort komt voor in Noord-, Oost- en Centraal-Afrika, het Midden-Oosten en delen van West- en Zuid-Azië.

## Leefwijze
Deze plant gedijt in droge (woestijn)gebieden met zouthoudende grond. De plant scheidt kristallen van meerdere soorten zout af via de bladeren. Het meeste zout valt op de grond, enkele zoutkristallen blijven gekleefd aan de bladeren, zoals het hygroscopische zout lithiumsulfaat. Woestijngebieden zijn overdag droog, echter neemt de luchtvochtigheid 's nachts toe. Het zout op de bladeren absorbeert 's nachts water uit de lucht wat weer gebruikt wordt door de planten.